# Grupo de Acción Social
- Grupo de Acción Social

Grupodeacciónsocial.net fue un periódico digital de contrainformación, que funcionó de manera autogestionada e independiente, de tendencia socialista alternativa. Semanalmente publicó en su página web noticias relacionadas con sucesos ambientales, realidades políticas, conflictos laborales y movimientos sociales que se producían en el entorno de Andalucía, así como, artículos de reflexión y la actualidad de los eventos que se produjeron en la comunidad mientras el proyecto se mantuvo activo hasta inicios del 2009.

## Historia
GAS nace en el año 2005 en la ciudad de Cádiz, con el objetivo, en un principio, de crear un colectivo basado en la información por medio de fanzines y en la acción a través de diversas actividades populares. 
Tras publicar los primeros textos sobre la realidad económica y sociopolítica de la ciudad, siguieron integrándose en los movimientos sociales de la localidad.
Esta primera etapa de GAS (2005-06) concluyó con cinco fanzines autoeditados en papel y otros folletos informativos, y el comienzo de la dinamización de la página web como instrumento de socialización para la información gestionada. El proyecto de GAS como periódico digital empezó a tomar forma con la incorporación de nuevas personas en el 2007, por lo que a partir de ese momento dejó de editar los fanzines y dio el salto a los medios telemáticos. Esta segunda etapa del colectivo coincidió con el cierre de Delphi, al que hizo un cercano análisis y seguimiento del conflicto, realizando crónicas de las movilizaciones, entrevistas a los trabajadores, trasladándose a Tánger para conocer la situación de los trabajadores de la zona, llevando la actualidad del conflicto hasta después de su cierre. 
Tras un periodo de reflexión en enero del 2008, el proyecto cambió el diseño y la estructura de su portal web, además del tiempo de edición, pasando a publicar las noticias y artículos semanalmente, los sábados a las 10 de la mañana. GAS centraba la información en Andalucía, ya que, consideraba que existía un vacío informativo de base en dicho territorio.
Poco más de un año después, en febrero de 2009, GAS ponía fin a su proyecto contrainformativo. En su texto de despedida se concretaban las razones y animaba a "propensar (SIC) el pensamiento crítico":
"[...]las bajas fueron dándose en nuestras filas por motivos personales, laborales y políticos, por lo que hicimos un llamamiento público para ampliar la participación en el proyecto, conseguimos alientos de ánimo y una persona colaboradora en Granada, no obstante, el ritmo de trabajo, la falta de implicación -dos personas junto a la mencionada anteriormente-, así como la desidia del trabajo virtual de gestionar, elaborar y estructurar tanta cantidad de información, nos han hecho tomar esta decisión[...]"

## Organización y funcionamiento
Las noticias y artículos que se redactaron y publicaron en este medio se circunscribían al ámbito andaluz, siempre intentando amplificar los movimientos sociales de las diversas localidades en la que trabajaron sus miembros, así como ciertas dinámicas que generan un conflicto con las estructuras de poder.
Su organización se fundamentó en la horizontalidad y la autogestión, abierta a la participación de personas interesadas en construir sus propios medios de información. Por otro lado, interactuó con los movimientos sociales e intentó activar un pensamiento crítico en sus lectores la población.

## Conflictos cubiertos
- Desde un primer momento, se dio cobertura al conflicto de Delphi, haciendo entrevistas, crónicas de las manifestaciones y un seguimiento de la realidad que vivía Cádiz durante esos meses de movilizaciones. Algunos miembros de GAS también se involucraron en la Plataforma "Ni un Despido más en la Bahía", la cual intentaba implementar en la sociedad gaditana un debate sobre el fenómeno de la deslocalización. 
- En ese mismo año 2007, GAS cubrió con información de primera mano el desalojo de Casas Viejas, ofreciendo un canal de información directo a todas las personas y colectivos relacionadas con el Centro social okupado.
-A finales de este año a través del periódico se pudo ofrecer otra visión de las diferentes actuaciones policiales opresivas en la ciudad de Cádiz en eventos públicos y sociales. Repitiendo el mismo papel mediático, en los acontecimientos del 5 de febrero en los carnavales de esta localidad, donde el cuerpo policial llevó a cabo varias intervenciones y detenciones en la calle de forma aleatoria y autoritaria.
- En el curso académico 2007-2008, este medio cubrió las movilizaciones y actos correspondientes al intento de frenar el Proceso de Bolonia y la privatización de la Educación, sobre todo en la ciudad de Sevilla. Sus miembros también estuvieron involucrados en ACME (Asociación Contra la Mercantilización de la Educación) de varias ciudades andaluzas y en los grupos de trabajo No a Bolonia de Sevilla.
-En el 2008, elaboró un reportaje en el que se abarcaba un amplio abanico de los movimientos sociales emergentes en Andalucía.
-En el mismo año, ofreció cobertura a conflictos laborales tales como la lucha de los trabajadores de Transportes Comes en Cádiz, Transportes Tussam en Sevilla o los trabajadores del vertedero de Granada.